# 33-й егерский полк
33-й егерский полк — тактическое формирование Русской императорской армии.

## Места дислокации
В 1820 году — м. Сорока. Полк входил в состав 17-й пехотной дивизии.

## Формирование полка
Сформирован 27 января 1800 г. под именем Сенатского полка, 29 марта 1801 г. получил имя Литовского мушкетёрского полка. 19 октября 1810 г. переформирован в 33-й егерский полк. По упразднении егерских полков 28 января 1833 г. 1-й и 3-й батальоный были присоединены к Екатеринбургскому, а 2-й — к Тобольскому пехотным полкам. В том же году, согласно данным Г. С. Габаева, 3-й батальон был передан Колыванскому пехотному полку, но эти сведения подтверждения в официальном справочнике В. К. Шенка не находят. Старшинство 33-го егерского полка сохранено не было.

## Кампании полка
В Отечественную войну 1812 г. оба действующих батальона состояли в 11-й пехотной дивизии 4-го корпуса и приняли участие во всех главных делах 1-й Западной армии; гренадерская рота 2-го батальона была откомандирована в Сводно-гренадерскую бригаду того же корпуса; запасной батальон находился в корпусе Витгенштейна.

## Знаки отличия полка
Из знаков отличия 33-й егерский полк имел две серебряные трубы с надписью «За отличие при штурме Монмартра 18 марта 1814 г.» Эти трубы по расформировании полка по одной были переданы Екатеринбургскому и Тобольскому полкам.

## Шефыполка
- 19.10.1810 — 26.11.1810 — генерал-майор Ушаков, Фёдор Александрович
- 26.11.1810 — 01.09.1814 — полковник (с 28.04.1813 генерал-майор) Бистром, Адам Иванович

## Командиры полка
- 30.01.1800 — 02.04.1800 — полковник Яковлев
- 03.07.1800 — 14.04.1801 — подполковник (с 04.03.1801 полковник) Лебедяников, Иван Максимович
- 14.04.1801 — 31.12.1802 — полковник Ушаков, Николай Александрович
- 17.01.1803 — 13.01.1808[2] — полковник Лебедяников, Иван Максимович
- 06.03.1808 — 26.11.1810 — полковник Бистром, Адам Иванович
- 26.01.1812 — 04.09.1813 — майор (с 17.04.1813 подполковник) Бреверн, Христофор Логинович
- 04.09.1813 — 05.08.1818 — подполковник (с 19.01.1814 полковник) Бусов, Семён Евстафьевич
- 05.08.1818 — 23.02.1820 — полковник Линден, Александр Егорович
- 08.03.1820 — 06.12.1829 — подполковник (с 26.12.1821 полковник) Старов, Семён Никитич
- 06.04.1830 — 28.01.1833 — полковник Патон, Пётр Иванович